# Anisus
Anisus са род малки дишащи въздух сладководни коремоноги мекотели от семейството Planorbidae.

## Описание
Представителите на този род са малки и с плоска форма. Имат размери до около 10 mm на ширина и 2 mm на височина.

## Разпространение и местообитание
Anisus са разпространени в Евразия (до Нова Гвинея) и Африка. Обитават блата, езера и временно пресушени водни площи.

## Видове
Родът включва следните видове:
Род Anisus
- Вид †Anisus komarovae Prysjazhnjuk, 1974
- Вид †Anisus krambergeri (Halaváts, 1903)
- Вид †Anisus laskarevi Milošević, 1976
- Вид †Anisus septemgyratiformis (Gottschick, 1911)
- Вид †Anisus densecostatus Schütt, 1994
- Вид †Anisus omalus (Bourguignat, 1881)
- Вид †Anisus angulatus (Clessin, 1877)
- Вид †Anisus balizacensis (Peyrot, 1932)
- Вид †Anisus brunnensis (Sauerzopf, 1953)
- Вид †Anisus confusus Soós, 1934
- Вид †Anisus depressissimus (Sacco, 1886)
- Вид †Anisus dupuyianus (Noulet, 1854)
- Вид †Anisus falsani (Locard, 1883)
- Вид †Anisus guerichi (Andreae, 1902)
- Вид †Anisus hilgendorfi (Fraas, 1868)
- Вид †Anisus mariae (Michaud, 1862)
- Вид †Anisus matheroni (Fischer & Tournouër, 1873)
- Вид †Anisus metochiensis Milošević, 1976
- Вид †Anisus rousianus (Noulet, 1854)
- Вид Anisus calculiformis (Sandberger, 1874)
- Вид Anisus leucostoma (Millet, 1813)
- Вид Anisus septemgyratus (Rossmässler, 1835)
- Вид Anisus spirorbis (Linnaeus, 1758)[3]
- Вид Anisus strauchianus (Clessin, 1884)[3]
- Вид Anisus vorticulus (Troschel, 1834)[3]
- Вид Anisus issykulensis (Clessin, 1907)
- Вид Anisus natalensis (Krauss, 1848)[4]
- Вид Anisus vortex (Linnaeus, 1758)[3]